# Luboš Kohoutek
Luboš Kohoutek (29. ledna 1935, Zábřeh – 30. prosince 2023, Bergedorf) byl český astronom, objevitel několika komet (včetně Kohoutkovy komety, která byla v roce 1973 viditelná pouhým okem) a řady planetek. Objevil také velké množství planetárních mlhovin a sestavil jejich rozsáhlý katalog, nejcitovanější dílo českých astronomů.

## Život
Narodil se v rodině Hynka a Jarmily Kohoutkových v Zábřehu v roce 1935. Od mládí se zajímal o astronomii, od 15 let pozoroval sluneční skvrny a již v 17 letech byl předsedou sluneční sekce brněnské pobočky České astronomické společnosti. Po maturitě studoval fyziku na Přírodovědecké fakultě Masarykovy univerzity v Brně a na Matematicko-fyzikální fakultě Univerzity Karlovy. Jeho spolužáky v ročníku byli Jiří Grygar a Zdeněk Sekanina, v roce 1958 promoval.
Jako výborný student se ihned po promoci stal interním vědeckým aspirantem v Astronomickém ústavu ČSAV, kde se zaměřil na studium planetárních mlhovin. Od roku 1964 byl členem Mezinárodní astronomické unie. V roce 1967 spolu se svým školitelem Lubošem Perkem publikovali často citované první vydání Katalogu planetárních mlhovin, který obsahoval přes tisíc tehdy známých objektů (mnoho planetárních mlhovin sám objevil).
Po sovětské okupaci Československa se v roce 1970 rozhodl nevrátit se z dlouhodobé stáže v Hamburku, kde od té doby nepřetržitě působil na univerzitě a observatoři v Bergedorfu. Díky svým objevům ze 70. let se stal mediálně velmi známým, což mu také umožnilo aspoň částečně obnovit přerušené kontakty s domovem. V pozdějších letech pracoval také na nových a rozšiřovaných observatořích ve Španělsku (na Calar Alto) a hlavně na Evropské jižní observatoři (ESO) na La Silla v Chile.
Objevil několik komet, z nichž nejznámější je Kohoutkova kometa z roku 1973. Díky brzkému objevení ji pozorovala řada observatoří a byla to také první kometa zkoumaná z kosmu astronauty, konkrétně z americké kosmické laboratoře Skylab 4. V dalších letech se věnoval zejména pozorování planetárních mlhovin. Byl prvním československým vědcem, který  pracoval na La Silla. Během více než 220 pozorovacích nocí získal jedinečný materiál o planetárních mlhovinách pro severní i jižní oblohu, který využil jako zdroj pro své nejdůležitější dílo, 2. rozšířené vydání Katalogu planetárních mlhovin, které obsahuje údaje o více než 1 500 těchto objektech (v roce 2001 vyšly dva svazky, později ještě třetí). Publikoval 224 vědeckých prací, které zatím byly citovány více než 1780krát.
Jeho starším bratrem byl skladatel a hudební teoretik prof. PhDr. Ctirad Kohoutek (1929–2011). Luboš Kohoutek byl ženatý a měl tři dcery, se svou ženou Christiane žil v Hamburku. Po roce 1989 však svou vlast často navštěvoval a spolupracoval s mladými českými astronomy. Vracel se rovněž do svého rodného města Zábřehu, kde měl několik přednášek pro veřejnost a za své zásluhy o astronomii byl jmenován čestným občanem města.
Luboš Kohoutek zemřel 30. prosince 2023 v Bergedorfu, části Hamburku.

## Ocenění
- 1995 byl zvolen čestným členem České astronomické společnosti
- 2004 – cena Česká hlava[9]
- 2010 – nejvyšší ocenění České astronomické společnosti – Nušlova cena.[10]

## Knihy
- KOHOUTEK, Luboš. Země z pohledu astronoma. 1. vyd. Valašské Meziříčí: Aldebaran, 2007. 64 s. ISBN 978-80-87121-00-9.
- KOHOUTEK, Luboš. Atmosféra planety Země: Náš životní prostor v ohrožení. 1. vyd. Valašské Meziříčí: Aldebaran, 2019. 120 s. ISBN 978-80-87121-01-6.

## Přehled objevů
Kohoutek objevil supernovu SN 1973f, 5 komet a 76 planetek (asteroidů). Nejznámější kometa, kterou objevil v únoru 1973, je Kohoutkova kometa (Kohoutek C/1973 E1), označovaná také jako „slavné zklamání“, protože sice byla viditelná i bez dalekohledu, ale nakonec zdaleka nedosáhla původně očekávané mimořádné jasnosti. Nicméně díky jejímu časnému objevení i tak byla důkladně pozorována řadou astronomických týmů a mediální známost komety i objevitele se promítla také do popkultury (např. píseň německé skupiny Kraftwerk z roku 1973, později píseň od R.E.M. nebo jedna z epizod seriálu Simpsonovi).
Z mnoha planetek, které objevil, je vhodné zmínit např. (1865) Cerberus, patřící do tzv. rodiny Apollo planetek. Podle pravidel Mezinárodní astronomické unie mají objevitelé planetek přednostní právo na jejich pojmenování (kromě určitých rodin planetek, kde jméno je vždy z mytologie). Díky jeho mezinárodní autoritě tak mnoho planetek získalo jména po významných českých osobnostech (Hus, Komenský, Masaryk, Palach, Neruda, Čapek, Smetana, Dvořák, Janáček, Martinůboh, Voskovec-Werich, Luboš Perek, Grygar) nebo česká zeměpisná či osobní jména (Moravia, Jarmila a Hynek).
Naopak na jeho počest byla v roce 1976 pojmenována planetka (1850) Kohoutek, kterou objevil německý astronom Karl Wilhelm Reinmuth v Heidelbergu. Stal se tak druhým českým astronomem v historii, po kterém byla (na návrh Mezinárodní komise pro nomenklaturu planetek) pojmenována některá planetka (prvním byl o necelý rok dříve Antonín Mrkos, který rovněž objevil mnoho planetek). Protože se celý život věnoval zejména planetárním mlhovinám, byla po něm pojmenována také planetární mlhovina Kohoutek 4-55 (PN K 4-55), která se nachází asi ve vzdálenosti 4500 světelných let v souhvězdí Labutě.

### Seznam objevených komet
- 75D/Kohoutek
- 76P/West-Kohoutek-Ikemura
- Kohoutek C/1973 E1
- C/1969 O1-A (Kohoutek)
- C/1973 D1 (Kohoutek)

### Seznam objevených planetek
Viz také kategorie na anglické Wikipedii, která obsahuje mnohem více samostatných článků věnovaných jednotlivým planetkám.
| Planetka                      | Datum        | Seznam planetek: zákl. parametry |
| ----------------------------- | ------------ | -------------------------------- |
| (1834) Palach                 | 22. 8. 1969  | Seznam: parametry                |
| (1840) Hus                    | 26. 10. 1971 | Seznam: parametry                |
| (1841) Masaryk                | 26. 10. 1971 | Seznam: parametry                |
| (1842) Hynek                  | 14. 1. 1972  | Seznam: parametry                |
| (1843) Jarmila                | 14. 1. 1972  | Seznam: parametry                |
| (1861) Komenský               | 24. 11. 1970 | Seznam: parametry                |
| (1865) Cerberus               | 26. 10. 1971 | Seznam: parametry                |
| (1875) Neruda                 | 22. 8. 1969  | Seznam: parametry                |
| (1894) Haffner                | 26. 10. 1971 | Seznam: parametry                |
| (1895) Larink                 | 26. 10. 1971 | Seznam: parametry                |
| (1896) Beer                   | 26. 10. 1971 | Seznam: parametry                |
| (1897) Hind                   | 26. 10. 1971 | Seznam: parametry                |
| (1898) Cowell                 | 26. 10. 1971 | Seznam: parametry                |
| (1899) Crommelin              | 26. 10. 1971 | Seznam: parametry                |
| (1901) Moravia                | 14. 1. 1972  | Seznam: parametry                |
| (1931) Čapek                  | 22. 8. 1969  | Seznam: parametry                |
| (1932) Jansky                 | 26. 10. 1971 | Seznam: parametry                |
| (1933) Tinchen                | 14. 1. 1972  | Seznam: parametry                |
| (1942) Jablunka               | 30. 9. 1972  | Seznam: parametry                |
| (1963) Bezovec                | 9. 2. 1975   | Seznam: parametry                |
| (1995) Hajek                  | 26. 10. 1971 | Seznam: parametry                |
| (1999) Hirayama               | 27. 2. 1973  | Seznam: parametry                |
| (2047) Smetana                | 26. 10. 1971 | Seznam: parametry                |
| (2055) Dvořák                 | 19. 2. 1974  | Seznam: parametry                |
| (2073) Janáček                | 19. 2. 1974  | Seznam: parametry                |
| (2281) Biela                  | 26. 10. 1971 | Seznam: parametry                |
| (2375) Radek                  | 8. 1. 1975   | Seznam: parametry                |
| (2407) Haug                   | 27. 2. 1973  | Seznam: parametry                |
| (2418) Voskovec-Werich        | 26. 10. 1971 | Seznam: parametry                |
| (2472) Bradman                | 27. 2. 1973  | Seznam: parametry                |
| (2541) Edebono                | 27. 2. 1973  | Seznam: parametry                |
| (2667) Oikawa                 | 30. 10. 1967 | Seznam: parametry                |
| (2767) Takenouchi             | 30. 10. 1967 | Seznam: parametry                |
| (2838) Takase                 | 26. 10. 1971 | Seznam: parametry                |
| (2900) Luboš Perek            | 14. 1. 1972  | Seznam: parametry                |
| (2901) Bagehot                | 27. 2. 1973  | Seznam: parametry                |
| (3081) Martinůboh             | 26. 10. 1971 | Seznam: parametry                |
| (3109) Machin                 | 19. 2. 1974  | Seznam: parametry                |
| (3303) Merta                  | 30. 10. 1967 | Seznam: parametry                |
| (3336) Grygar                 | 26. 10. 1971 | Seznam: parametry                |
| (3337) Miloš                  | 26. 10. 1971 | Seznam: parametry                |
| (3407) Jimmysimms             | 28. 2. 1973  | Seznam: parametry                |
| (3475) Fichte                 | 4. 10. 1972  | Seznam: parametry                |
| (3514) Hooke                  | 26. 10. 1971 | Seznam: parametry                |
| (3627) Sayers                 | 28. 2. 1973  | Seznam: parametry                |
| (3635) Kreutz                 | 21. 11. 1981 | Seznam: parametry                |
| (3769) Arthurmiller           | 30. 10. 1967 | Seznam: parametry (*)            |
| (3825) Nürnberg               | 30. 10. 1967 | Seznam: parametry                |
| (4137) Crabtree               | 24. 11. 1970 | Seznam: parametry                |
| (4425) Bilk                   | 30. 10. 1967 | Seznam: parametry                |
| (5268) Černohorský            | 26. 10. 1971 | Seznam: parametry                |
| (6215) Mehdia                 | 7. 3. 1973   | Seznam: parametry                |
| (6431) 1967 UT                | 30. 10. 1967 | Seznam: parametry                |
| (6680) 1970 WD                | 24. 11. 1970 | Seznam: parametry                |
| (7044) 1971 UK                | 26. 10. 1971 | Seznam: parametry                |
| (7806) Umasslowell            | 26. 10. 1971 | Seznam: parametry                |
| (8606) 1971 UG                | 26. 10. 1971 | Seznam: parametry                |
| (8607) 1971 UT                | 26. 10. 1971 | Seznam: parametry                |
| (8779) 1971 UH1               | 26. 10. 1971 | Seznam: parametry                |
| (9513) 1971 UN                | 26. 10. 1971 | Seznam: parametry                |
| (10003) 1971 UD1              | 26. 10. 1971 | Seznam: parametry                |
| (10260) 1972 TC               | 4. 10. 1972  | Seznam: parametry                |
| (10987) 1967 US               | 30. 10. 1967 | Seznam: parametry                |
| (11250) 1972 AU               | 14. 1. 1972  | Seznam: parametry                |
| (11436) 1969 QR               | 22. 8. 1969  | Seznam: parametry                |
| (11783) 1971 UN1              | 26. 10. 1971 | Seznam: parametry                |
| (11784) 1971 UT1              | 26. 10. 1971 | Seznam: parametry                |
| (14311) 1971 UK1              | 26. 10. 1971 | Seznam: parametry                |
| (16351) 1971 US               | 26. 10. 1971 | Seznam: parametry                |
| (20960) 1971 UR               | 26. 10. 1971 | Seznam: parametry                |
| (24600) 1971 UQ               | 26. 10. 1971 | Seznam: parametry                |
| (24601) Valjean               | 26. 10. 1971 | Seznam: parametry                |
| (29076) 1972 TR8              | 4. 10. 1972  | Seznam: parametry                |
| (37527) 1971 UJ1              | 26. 10. 1971 | Seznam: parametry                |
| (58094) 1972 AP               | 14. 1. 1972  | Seznam: parametry                |
| (85118) 1971 UU               | 26. 10. 1971 | Seznam: parametry                |
| (*) Spoluobjevitel: A. Kriete |              |                                  |